# Alexander von Soiron
Johann Georg Alexander Freiherr von Soiron (né le 2 août 1806 à Mannheim et décédé le 6 mai 1855 à Heidelberg) est un homme politique badois, notamment député au Parlement de Francfort.

## Biographie
Il effectue ses études de droit à l'université de Heidelberg et de Bonn. Dans la première, il fait partie à partir de 1824 de la Alte Heidelberger Burschenschaft. Ses études finies en 1834, il devient avocat à Mannheim. En 1845, il est élu député de la seconde chambre du parlement de Bade dans la circonscription de Lahr et y siège parmi les libéraux. En 1847, il prend part à la réunion d'Heppenheim, puis en 1848 à l'assemblée d'Offenbourg et d'Heidelberg. Il est également membre du pré-parlement et est président du comité des cinquante.
Lors des élections du parlement de Francfort, il se présente dans la circonscription d'Adelsheim. Après son succès électoral, il rejoint les rangs de la fraction casino. Il devient le premier vice-président de l'assemblée et participe à plusieurs commissions, comme celle constitutionnelle. En 1849, il est présent dans la Kaiserdeputation, la délégation envoyée en Prusse afin de présenter la couronne impériale à Frédéric-Guillaume IV. Fin mai 1849, après l'échec de la révolution de mars, il démissionne de son poste.
Dans l'union d'Erfurt, il est président du comité constitutionnel. En 1851, il se retire de la politique et travail jusqu'à sa mort en tant qu'avocat.

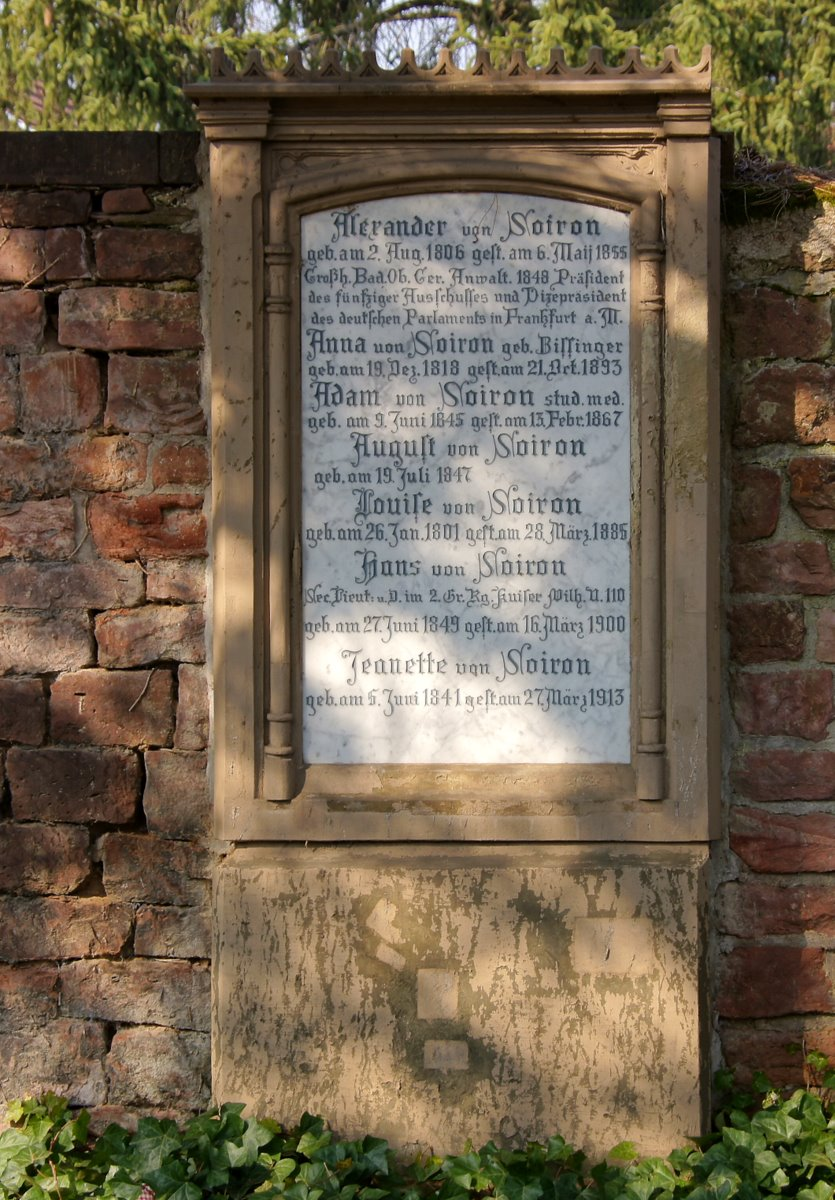
Tombe de von Soiron à Mannheim

Il est marié à Anna Bissinger (1818–93). La ville de Mannheim a nommé une rue en son honneur. Sa tombe à le statut de tombe d'honneur, la ville l'entretient en conséquence. 